# Select (album)
Select is het tweede studio-album van Kim Wilde uit 1982. Het album werd op 10 mei 1982 uitgebracht op het label RAK Records en werd geproduceerd door Ricky Wilde, de broer van Kim Wilde. Het album duurt ruim veertig minuten en bevat tien tracks. Het nummer Cambodia was de single van deze elpee.
Uiteindelijk werd het album ook uitgebracht op cd, compact cassette en als 12" vinyl plaat.
Vlak na het uitbrengen van het album behaalde het een nummer een notering in de Nederlandse Album Top 100.